# Lamar Johnson
Lamar Barry Johnson (Toronto, 18 de julho de 1994) é um ator e dançarino canadense.